# Jumpstart Solutions
Jumpstart Solutions er et firma der udvikler computerspil. De står bl.a. bag spillet Biosys.